# Lankesteria diaphanis
Lankesteria diaphanis is een soort in de taxonomische indeling van de Myzozoa, een stam van microscopische parasitaire dieren. Het organisme komt uit het geslacht Lankesteria en behoort tot de familie Lecudinidae. Lankesteria diaphanis werd in 1981 ontdekt door Levine.